# Oberdorf (Much)
Oberdorf ist ein Ortsteil der Gemeinde Much im Rhein-Sieg-Kreis. 

## Lage
Oberdorf liegt auf den Hängen des Bergischen Landes. Nachbarorte sind Niedermiebach im Nordosten, Wellerscheid im Südosten und Henningen im Westen. 

## Einwohner
1901 hatte das Dorf 91 Einwohner. Dies waren die Haushalte Ackerer Joh. Martin, Ackerer Josef Alefelder, zwei Schreiner Joh. Peter Büscher, Ackerer Josef Martin Büth, Ackerer Joh. Dick, Ackerer Joh. Flüch, Ackerin Witwe Wilhelm Flüch, Ackerin Witwe Peter Anton Heimann, Hausierer Peter Josef Wilhelm Kindel, Schuster Peter Klein, Nagelschmied Christian Lödorf, Ackerer Joh. Manz, Ackerer Joh. Martin Manz, Ackerin Witwe Joh. Schmitz, Ackerer Peter Schmitz, Ackerin Witwe Joh. Schrahe und Ackerer Moritz Steinbach.